# Oranje espenspanner
De oranje espenspanner (Boudinotiana notha, voorheen geplaatst in geslacht Archiearis) is een nachtvlinder uit de familie van de spanners (Geometridae). 

## Kenmerken
De voorvleugellengte bedraagt tussen de 15 en 17 millimeter. De vleugelkleur is bruin, met op de achtervleugel opvallende oranje tekening. De franje is geblokt. De vlinder lijkt sterk op de oranje berkenspanner en is moeilijk van die soort te onderscheiden.

## Waardplanten
De oranje espenspanner gebruikt ratelpopulier en in mindere mate berk en boswilg als waardplanten. De rups is te vinden van mei tot oktober. De soort overwintert als pop. De pop blijft soms twee of drie jaar over.

## Voorkomen
De soort komt verspreid van Spanje via Centraal-Europa tot China voor. 

### Nederland en België
De oranje espenspanner is in Nederland een zeer zeldzame soort. In België is het een zeldzame soort in het noorden, algemener in het zuiden. De vlinder kent jaarlijks een generatie die vliegt in maart en april.